# CONFUSED MEMORIES
「CONFUSED MEMORIES」（コンフューズド・メモリーズ）は、円谷憂子の通算10枚目のシングル。
1997年5月28日に、東芝EMIのTM FACTORYレーベルから発売された。
表題曲は、よみうりテレビ制作・日本テレビ系アニメ『金田一少年の事件簿』のオープニングテーマに使用された。
結婚して引退をした為、事実上最後のシングルとなる。

## 制作
前作の「Mystery of Sound」より高いキー・ラップを取り入れており、円谷が最初に譜面をもらった時は「ラップは私が歌うわけじゃない」と無視していたが、小室がラップを歌いこなせるかを心配していたのをスタッフから聞いて、慌てて練習したという。ラップは抑揚を持ったメロディーで話すように歌うテイク・高いキーでラップを歌ったテイクが存在し、そこから小室は一番高いキーを生かしたメロディアスなパート・低いキーを生かしたラップにしようと判断した。
あらかじめ楽曲が完成しており、歌詞もFAXで受け取っていており、日本での歌入れだったため、円谷は前回より楽にレコーディングをこなせたという。
作詞を担当したMARCは、globeのドームツアー「globe@4_domes」の移動中に利用した新幹線で歌詞を書いたという。

## ミュージック・ビデオ
ミュージック・ビデオはロサンゼルスで撮影され、コンセプトは「夢の中にいるのか?現実なのか?」というシチュエーションが描かれた。
ミュージック・ビデオの制作陣は、前作のスタッフがそのままスライドして引き続き参加した。

## 収録曲
| 全作詞: MARC、全作曲・編曲: 久保こーじ。 |                                             |       |            |      |
| #                                        | タイトル                                    | 作詞  | 作曲・編曲 | 時間 |
| 1.                                       | 「CONFUSED MEMORIES」(Original Mix)         | MARC  | 久保こーじ | 5:15 |
| 2.                                       | 「CONFUSED MEMORIES」(K.C. Dance-Floor Mix) | MARC  | 久保こーじ | 5:43 |
| 3.                                       | 「CONFUSED MEMORIES」(TV Mix)               | MARC  | 久保こーじ | 5:14 |
| 合計時間:                                | 合計時間:                                   | 16:12 |            |      |

## クレジット
- Produced : 小室哲哉
- Mixed : Keith "KC" Cohen

## メディアでの使用
| # | 曲名                                 | タイアップ                                              | 出典        |
| - | ------------------------------------ | ------------------------------------------------------- | ----------- |
| 1 | 「CONFUSED MEMORIES (Original Mix)」 | YTV/NTV系アニメ『金田一少年の事件簿』オープニングテーマ | [ 3 ] [ 4 ] |

## 収録アルバム
| 楽曲                                 | アルバム                                                                           | 発売日        | 規格品番   | 備考                                                                       |
| ------------------------------------ | ---------------------------------------------------------------------------------- | ------------- | ---------- | -------------------------------------------------------------------------- |
| 「CONFUSED MEMORIES (Original Mix)」 | 『金田一少年の事件簿 オリジナル・サウンドトラック File:1 Music To Be Murdered By』 | 1997年8月27日 | TOCT-9918  | よみうりテレビ・日本テレビ系アニメ『金田一少年の事件簿』のサウンドトラック |
| 「CONFUSED MEMORIES (Original Mix)」 | 『金田一少年の事件簿 主題歌集』                                                    | 1999年7月28日 | WPC7-10030 | よみうりテレビ・日本テレビ系アニメ『金田一少年の事件簿』の主題歌集         |